# Economia da Eslováquia
Na economia da Eslováquia, a agricultura representa muito pouco na economia nacional. As culturas dominantes são o trigo, a cevada, a aveia, o milho, o centeio, a beterraba, a batata, o linho, o tabaco, os frutos e os legumes.
A exploração mineira é o sector mais desenvolvido do país e abrange o ferro, o cobre, a magnesite, o chumbo e o zinco. A indústria produz aço, plásticos, materiais de construção, fertilizantes, produtos alimentares, bebidas e tecidos. Os principais parceiros comerciais da Eslováquia são a República Checa, a Rússia, a Alemanha e a Áustria. Em 2006 a China tornou-se um grande parceiro (mais de 20%) para as exportações do país.
O país enfrentou dificuldades na transição de uma economia socialista para a economia de mercado. Atualmente grande parte das empresas e dos bancos já está nas mãos de estrangeiros. A Eslováquia adotou o Euro como moeda a 1 de Janeiro de 2009.

## Comércio exterior
Em 2020, o país foi o 39º maior exportador do mundo (US $ 90,0 bilhões, 0,5% do total mundial). Na soma de bens e serviços exportados, chegava a US $ 99,2 bilhões em 2019, ficando em 40º lugar mundial. Já nas importações, em 2019, foi o 37º maior importador do mundo: US $ 90,9 bilhões.

## Setor Primário

### Agricultura
A Eslováquia produziu, em 2018: ::
- 1,9 milhão de toneladas de trigo;
- 1,5 milhão de toneladas de milho;
- 1,3 milhão de toneladas de beterraba (a beterraba é usada para fabricar açúcar e etanol);
- 486 mil toneladas de cevada;
- 480 mil toneladas de colza;
- 201 mil toneladas de semente de girassol;
- 169 mil toneladas de batata;
- 104 mil toneladas de soja;
- 52 mil toneladas de uva;

Além de outras produções de outros produtos agrícolas.

### Pecuária
Na pecuária, a Eslováquia produziu, em 2019, 904 mlhões de litros de leite de vaca; 72 mil toneladas de carne suína; 70 mil toneladas de carne de frango; 10 mil toneladas de carne bovina, entre outros.

## Setor secundário

### Indústria
O Banco Mundial lista os principais países produtores a cada ano, com base no valor total da produção. Pela lista de 2019, a Eslováquia tinha a 56ª indústria mais valiosa do mundo (US $ 19,0 bilhões).
Em 2019, a Eslováquia era o 17ª maior produtor de veículos do mundo (1,1 milhão) e a 28ª maior produtora de aço (5,3 milhões de toneladas)..

### Energia
Nas energias não-renováveis, em 2020, o país era o 90º maior produtor de petróleo do mundo, com uma produção quase nula. Em 2011, o país consumia 80 mil barris/dia (84º maior consumidor do mundo). O país foi o 42º maior importador de petróleo do mundo em 2013 (117 mil barris/dia). Em 2015, a Eslováquia era a 82º maior produtora mundial de gás natural, com uma produção quase nula. Em 2011 a Eslováquia era a 30ª maior importadora de gás do mundo (5,5 bilhões de m3 ao ano). Não produz carvão.  Em 2019, a Eslováquia também possuía 4 usinas atômicas em seu território, com uma potência instalada de 1,8 GW.
Nas energias renováveis, em 2020, a Eslováquia não produzia energia eólica, e era o 45º maior produtor de energia solar do mundo, com 0,6 GW de potência instalada;

## Setor Tercário

### Turismo
Em 2010, a Eslováquia teve 5,4 milhões de turistas internacionais. As receitas do turismo, em 2018, foram de US $ 3,2 bilhões.